# Младеново
Младеново (серб. Младеново) — село в Сербії, належить до общини Бачка-Паланка Південно-Бацького округу в багатоетнічному, автономному краю Воєводина.

## Населення
Населення села становить 3484 особи (2002, перепис), з них:
- серби — 3171 — 94,43%;
- югослави — 63 — 1,87%;
- хорвати — 20 — 0,594%;

Решту жителів  — з десяток різних етносів, зокрема: македонці, румуни, німці і кілька русинів-українців.